# 桜流し
「桜流し」（さくらながし）は、2012年（平成24年）11月17日よりデジタル配信されている宇多田ヒカルの楽曲である。また、12月26日にはDVDシングルが発売された。オリジナル楽曲の配信限定シングルとしては1作目にあたる。

## 背景
「桜流し」は、宇多田ヒカルが「人間活動」として活動を休止して以来初のシングルである。配信限定のシングルとしては、2009年の「Beautiful World -PLANiTb Acoustica Mix-」以来、約3年振りとなり、新曲の発表はおよそ2年ぶりとなる。本楽曲は自身が主題歌を務めてきた映画『ヱヴァンゲリヲン新劇場版』シリーズの第3作、『ヱヴァンゲリヲン新劇場版:Q』の主題歌として書き下ろされたもの。
宇多田ヒカルは2010年に、「人間活動」として音楽活動を休止していた。2011年8月26日、「ヱヴァンゲリヲン新劇場版」の最新作「Q Quickening」の公開時期が、2012年秋になると発表された。宇多田は、2012年1月25日にTwitterで、上映予定の映画の主題歌を担当するかと聞かれ、「えっと、パクチーの歌でよろしければ」と冗談交じりに返答している。2012年7月1日には、映画の公開日が11月17日になることが明らかになった。この時点でもなお、主題歌の詳細は発表されておらず、宇多田が続投するのか全く判らない状況であった。
映画公開日の11月17日午前0時、宇多田ヒカルスタッフのTwitterアカウントにより初めて情報が解禁された。そして、同映画のエンディングテーマに、宇多田の新曲「桜流し」が使用されていることが明らかになった。Yahoo Japanの注目ワードでは、「桜流し」、「宇多田ヒカル」が上位2位を独占した。また、同曲の特設サイトもオープンし、ハッシュタグ「#SAKURANAGASHI」で「桜流し」を聴いた感想も募集された。河瀨直美が監督を務めたミュージックビデオは、同日より3日間限定で公開された。「桜流し」の配信も同日に始まり、また、12月26日にはDVDシングルとしてリリースされることも発表された。
配信用ジャケットは「ヱヴァンゲリヲン」のキャラクターデザインを手がける貞本義行が描き下ろした宇多田のイラストが使用された。なお、宇多田ヒカルはこの時点ではまだ「人間活動」中であり今回の楽曲発表はあくまでも特例とされた。その後、「花束を君に」「真夏の通り雨」の2曲の2016年4月4日のメディア解禁をもって音楽活動の再始動とした。この間にEMIミュージック・ジャパンがユニバーサルミュージックに吸収合併されたことをきっかけにVirgin Recordsへ移籍したため、EMIからのリリースは本作が事実上最後となった。

## 制作
宇多田は活動休止中であったが、庵野秀明監督の「もし表現者であるならば、この震災から目をそむけて作品を作ることは決してできない」という言葉に共感し引き受け、「映画の展開には沿わず、今宇多田さんが思うこと、感じていることを歌にしてほしい」という希望により、ストーリーをほとんど知らないまま製作した。また、宇多田自身も念のため台本をもらったものの、ネタバレになることを嫌がってほとんど目を通さずに作詞したという。
作曲は、宇多田とイギリス・ロンドン在住のソングライター・プロデューサーであるポール・カーターの共作で、カーターは2012年11月2日の時点で『ヱヴァンゲリヲン新劇場版:Q』関連曲を制作したとブログに記述していた。また、カーターによる同曲のピアノインストゥルメンタルがYouTubeで公開されている。宇多田は本楽曲について、2011年9月から作り始め、一年かかって完成したと話している。

## リリース、プロモーション
「桜流し」は、2012年11月17日に、「EMIミュージック・ジャパン」から配信限定でリリースされた。また、同年12月26日にはDVDシングルとしてリリースされた。また、同曲は2013年4月24日に発売された『ヱヴァンゲリヲン新劇場版:Q』のDVD・Blu-rayの初回特典CD『ヱヴァンゲリヲン新劇場版:Q オリジナル・サウンドトラック』にも収録された。通常商品としてのCD化は、2016年9月28日に発売のオリジナル・アルバム『Fantôme』となった。
2016年のアルバム『Fantôme』リリースプロモーションの一環として、『ヱヴァンゲリヲン新劇場版:Q』（『エヴァQ』）を制作したスタジオカラー所属スタッフ吉崎響により、『エヴァQ』の映像を使用したPVが作成されている。『エヴァQ』バージョンは同年9月19日より24時間限定でフルバージョンがYouTubeで公開された。

### 披露
2016年9月19日、『ミュージックステーション』30周年記念特番『ウルトラFES 2016』にて、音楽活動休止以来、約5年半ぶりの地上波への出演を果たした。番組では、スタジオで司会のタモリとの対談を行い、本楽曲を歌唱した。

## 音楽性
「桜流し」は、ピアノ、ストリングス主体のバラード曲。曲の後半には、ソリッドに鳴るエレキギターや、地鳴りのようなドラムが入ってきて盛り上がりが増し、この曲唯一のサビへと展開していく。ローリングストーンジャパンは、この後半の展開について、コールドプレイや、シガー・ロスを彷彿させるロック的ダイナミズムを感じさせるとした。

### 歌詞について
「桜流し」は、宇多田が前年に発生した東日本大震災を想って書いた曲とされている。批評家の杉田俊介は、アルバム『Fantome』の中で特に撃ち抜かれた曲に「桜流し」を挙げ、同曲で繰り返される一節〈 Everybody finds love In the end 〉について、「全ての人間が最後の瞬間には愛を見出すんだという。本当にそう信じられるのか。それは普通に考えればありえない感覚」と指摘。そして、「これは宇多田ヒカルからの東日本大震災に対するアンサーのひとつ」と考え、「宇多田が培ってきた祈りや信仰のようなものを極限的な形で表現したもの」だと語った。

## 批評家の反応
前述のローリングストーンジャパンは、本楽曲について、後半はロック的ダイナミズムを感じさせながらも、宇多田の歌に宿っている気高さや切なさが、同曲を温かく包みこんでくれていると評価。これが本物の「神曲」とコメントした。
USENの音楽サイトencoreの清水浩司は、宇多田が「桜流し」で、前年に発生した東日本大震災を想い「永遠の別れ」についてうたっており、そして宇多田自身もその翌年に最愛の人と「永遠の別れ」をすることになったことを指摘。「この死に取り憑かれたかのような偶然の一致もまた、本作 (『Fantome』) に人智を超えた凄みを与える一因になっている」と考えた。
ele-kingの泉智は、本楽曲はアルバム『Fantome』の最後に置かれているゆえに家族を巡るストーリーを連想させるが、実際はその決定的な出来事の前に発表されているという点に言及。そして、「あらゆる別れはひとつの死であること。すべての葬送は生き残った者たちのためのセラピーであること。この曲が、まるでその喪失にむけて歌っているように聴こえてしまうことは、なによりも彼女のソング・ライティングの普遍性を物語っている。」と評価した。

## PV
本作のプロモーションビデオは、カンヌ国際映画祭でグランプリ受賞の経歴を持つ河瀨直美により「母性」をテーマとして制作された。宇多田本人は一切出演しておらず、日本の身近な風景や新生児の映像で構成されている。自身がPVに出演していないのは「Beautiful World」「Kiss & Cry」と合せ3度目である。
ビデオは発売日より11月19日までの3日間限定で特設サイト及びYouTube上でフルバージョンが公開され、公開3日間で350万回再生を記録した。

## チャート成績
iTunesでは配信開始の11月17日0時から2時間50分でiTunesトップソングチャートの1位を獲得し、宇多田史上最速の記録となった。また、iTunesやレコチョクほかを含めた17、18日の2日間の総ダウンロード数は10万ダウンロードを記録し、「Flavor Of Life -Ballad Version-」以来、最速初動の記録となった。Billboard Japan Hot 100では、第4位に初登場。2週目には最高位2位を記録。また、Billboard Japan Hot Animationでは、3週連続首位を獲得した。同曲は、iTunesのトップソングチャートで12日間連続1位を獲得。発売3週目には、累積25万DLを達成した。
2012年12月17日に発表されたiTunesの2012年間ランキング「iTunes Best of 2012」では、実質の集計期間が1か月に満たなかったにもかかわらず、年間5位を記録した。また、2013年の同ランキングにもランクイン、年間62位を記録した。
「桜流し」は、US Billboardの「World Digital Song Sales」でも初週最高位10位を記録。また、2018年7月には、日本レコード協会の有料配信認定にて、ダブルプラチナ認定 (50万DL) を受けた。

## パクチーの歌
宇多田は本作発表前に「パクチーの歌」と呼ばれるオリジナル曲を作曲中であるとTwitter上でつぶやいた。『ヱヴァンゲリヲン新劇場版:Q』の主題歌を切望するファンからの質問に対し、この「パクチーの歌」を提供する意思がある事を伝えた。しかしその後、ファンからの質問に答える「ヒカルパイセンに聞け」コーナーで本作が「パクチーの歌」ではなかったことが明らかになった。その後、「パクチーの歌」は、「パクチーの唄」として、2018年発売の宇多田の7枚目のオリジナルアルバム『初恋』に収録された。

## 収録曲
1. 桜流し (4:41)
作詞：宇多田ヒカル、作曲・編曲[37]：宇多田ヒカル & Paul Carter、ストリングスアレンジ：宇多田ヒカル & Paul Carter & 河野圭
2. 桜流し (Instrumental) (4:40)

## 桜流し (映像作品)
『桜流し』（さくらながし）は、2012年12月26日に発売された宇多田ヒカルの5枚目のDVDシングル。

### 解説
DVDシングルとしては『誰かの願いが叶うころ』以来、8年ぶりのリリースとなる。CD化されていない楽曲がDVDシングルの形態で発売されるのは初めてである。宇多田は「このビデオは形に残したい、DLが苦手な人にも届けたいと思うようになって急遽DVD発売を決めたからこんなに遅くなっちゃった」と語っている。
初回特典として、貞本義行描き下ろし「桜流し」ビジュアルB2ポスターが購入者に配布された。
ミュージックビデオの監督は、映画監督の河瀨直美がつとめた。

### 収録曲
1. 桜流し ミュージック・ビデオ

## 他ミュージシャンによるカバー
- 2014年（平成26年）
  - 6月4日、W.C.D.A. - 配信アルバム『Remix Collection 02 (J-Pop Dance Remix)』に収録。ハウス・ミュージック調のアレンジ。
- 2017年（平成29年）
  - 10月11日、緒方恵美 - アルバム『アニメグ。25th Incomplete Edition』に収録。
- 2022年（令和4年）
  - 4月12日、reche ft. marasy - 配信限定シングル。

## チャートと売上
| チャート (2012)                            | 最高 順位 |
| ------------------------------------------ | --------- |
| Billboard Japan Hot 100                    | 2         |
| Billboard Japan Adult Contemporary Airplay | 2         |
| Billboard Japan Hot Animation              | 1         |
| US Billboard World Digital Song Sales      | 10        |
| オリコン デイリーDVDランキング             | 3         |
| オリコン 週間総合DVDランキング             | 4         |
| チャート (2016)                            | 最高 順位 |
| Billboard Japan Hot 100                    | 15        |

| チャート (2012)           | 順位 |
| ------------------------- | ---- |
| iTunes Japan Best of 2012 | 5    |
| チャート (2013)           | 順位 |
| iTunes Japan Best of 2013 | 62   |
| Billboard Japan Hot 100   | 52   |

| 国/地域                                             | 認定             | 認定/売上数 |
| --------------------------------------------------- | ---------------- | ----------- |
| 日本 (RIAJ)                                         | ダブル・プラチナ | 500,000*    |
| * 認定のみに基づく売上数 ^ 認定のみに基づく出荷枚数 |                  |             |